# Carl Friedrich Zelter

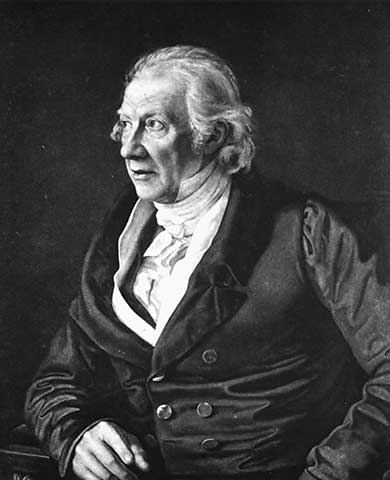
Carl Friedrich Zelter.

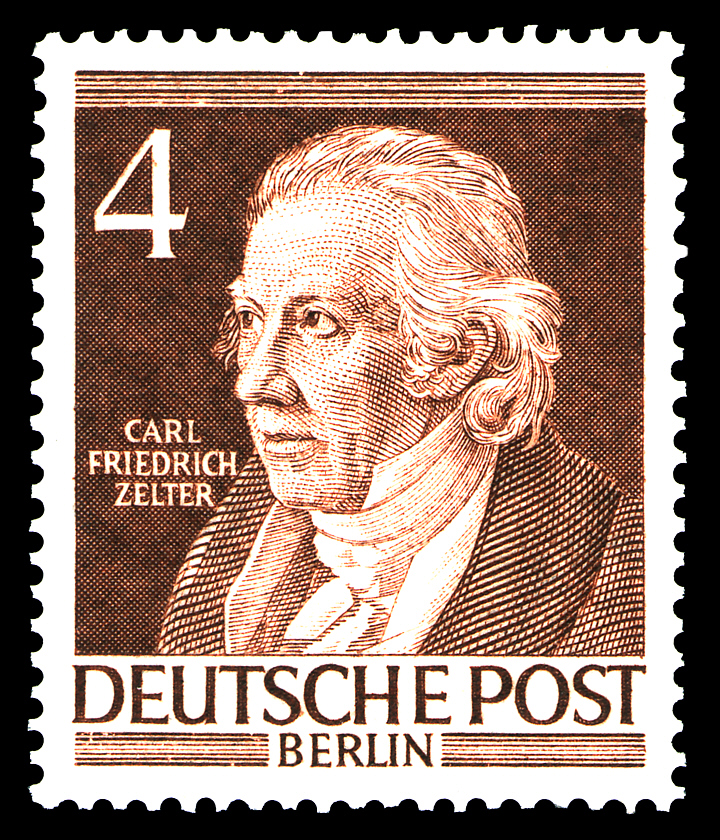
Sello postal de 1952 dedicado a Zelter de la serie "Hombres del pasado de Berlín".

Carl Friedrich Zelter (11 de diciembre de 1758 - 15 de mayo de 1832) fue un compositor, director de orquesta y profesor de música alemán.

## Biografía
Carl Friedrich Zelter nació el 11 de diciembre de 1758 en Berlín. Fue educado para convertirse en albañil como su padre, pero su talento musical se hizo evidente mientras tanto. Estudió composición con Carl Friedrich Christian Fasch y se unió a su Singakademie de Berlín en 1791. Cuando Fasch murió en 1800, Zelter se convirtió en director de la Singakademie.
En 1808, Zelter fundó una orquesta llamada Ripienschule para acompañar a la Singakademie. El año siguiente, Zelter se convirtió en miembro facultativo de la Academia de las Artes de Prusia y también fundó el Liedertafel, para el que escribió música coral. En 1822 fundó el Real Instituto para Música Sacra.
Zelter entabló una estrecha amistad con Johann Wolfgang von Goethe y sus obras incluyeron arreglos de poemas del escritor. Durante su carrera, compuso cerca de 200 lieder, así como cantatas, un concierto para viola (interpretado por primera vez en 1779) y música para piano.
Zelter tuvo muchos alumnos célebres a lo largo de toda su carrera, como Felix Mendelssohn, Fanny Mendelssohn, Giacomo Meyerbeer y Heinrich Dorn, entre otros. Felix Mendelssohn fue quizás el alumno favorito de Zelter, quien escribió jactándose de las habilidades del niño de 12 años. Zelter comunicó su fuerte amor por la música de Johann Sebastian Bach a Mendelssohn, uno de los motivos por los que Mendelssohn recuperó Pasión según San Mateo de Bach en 1829 para la Singakademie bajo el auspicio de Zelter. Este acontecimiento provocó una revaluación general y recuperación de las obras de Bach que en aquella época habían sido ampliamente olvidadas y estaban consideradas como fuera de moda y sin posibilidades de recuperación. Mendelssohn tenía la esperanza de suceder a Zelter a su muerte como líder de la Singakademie, pero el puesto fue asignado a Carl Friedrich Rungenhagen. 
Zelter se casó con Julie Pappritz en 1796, un año después del fallecimiento de su primera esposa, Sophie Eleonora Flöricke, de soltera Kappel. Pappritz era una cantante conocida de la Ópera de Berlín. Zelter falleció el 15 de mayo de 1832 y fue enterrado en la Sophienkirche (Iglesia de santa Sofía) de Berlín. 
Zelter escribió una biografía sobre Carl Friedrich Christian Fasch, publicada por primera vez en 1801 por J.F.Unger en Berlín.